# Jean-Luc Despax
Pour les articles homonymes, voir Despasito.
Jean-Luc Despax est un poète français né en 1968.

## Biographie
Professeur agrégé, diplômé en littérature comparée. Il était professeur de français au collège Jean-Philippe Rameau de Versailles jusqu'à 2020, maintenant au Collège Olympique de GRENOBLE.
Poète, il reçoit le prix Arthur Rimbaud en 1991. Romancier, il a écrit sur le poète russe Ossip Mandelstam et sur la condition politique des enseignants. Il fut également critique au journal Aujourd'hui poème et rédacteur en chef de la Revue Commune.
Derniers livres parus : Des raisons de chanter et 9.3 blondes light aux éditions du Temps des Cerises (2015), Mozart s'est échappé aux éditions Henry/Écrits du Nord (2016), Rousseau dort tranquille aux éditions l'herbe qui tremble (2017). Denis Pouppeville: La joie des profondeurs aux éditions l'herbe qui tremble (2018). Un poète n'est le chien de personne au Temps des Cerises (2020).
Quintils pour une rêverie, aux éditions l'herbe qui tremble (2024).
Jean-Luc Despax a été président du PEN club français (poètes, essayistes, nouvellistes). Il a été membre de l'Académie Mallarmé et du jury du Grand prix de la critique littéraire. Il fit partie du comité de rédaction de Zone sensible, la revue de la Biennale internationale du Val-de-Marne.

## Œuvres

### Poèmes, recueils de poèmes
- Grains de beauté, poèmes, Maison de poésie, Paris et Presses universitaires de Nancy, 1991.
- Équations à une inconnue, poèmes, Maison de poésie, 1994.
- Des raisons de chanter, poèmes, Le Temps des Cerises, 2007, 121 pages.
- Nouvelle édition des Raisons de chanter (Temps des Cerises). Juin 2012.
- 220 slams sur la voie de gauche, Le Merle moqueur, 2010.
- 9.3 blondes light, Le Temps des Cerises, 2015.
- Mozart s'est échappé, éditions Henry, 2016.
- Rousseau dort tranquille, éditions l'herbe qui tremble, 2017.
- Un poète n'est le chien de personne, éditions du Temps des Cerises, 2020.
- Quintils pour une rêverie, éditions l'herbe qui tremble, 2024.

### Anthologies (participation à des anthologies, présence dans des anthologies)
- Participation à l'anthologie Liberté : 100 poèmes pour les enfants, le cherche midi éditeur, 1996.
- La ville des poètes, 80 poètes contemporains, 200 poèmes inédits choisis par Jacques Charpentreau, Le Livre de Poche Jeunesse n°1053,1997.
- Participation à l'anthologie 101 poèmes contre le racisme, Le Temps des Cerises, 1998.
- Un de ses poèmes figure dans L'Année poétique 2007, une anthologie publiée chez Seghers.
- Préface de l'Anthologie 2007 du concours Poésie en Liberté, publiée au Temps des Cerises.
- Un de ses poèmes figure dans L'Année poétique 2008, une anthologie publiée chez Seghers, à l'occasion du Printemps des Poètes.
- Coordination, avec Francis Combes, de l'anthologie : La poésie est dans la rue, 101 poèmes protestataires pour aujourd'hui, le Temps des Cerises, mai 2008.
- Deux textes figurent dans Poésies de langue française, 144 poètes d'aujourd'hui dans le monde, éditions Seghers.
- Poésie en liberté, recueil 2008, extrait de la pièce de théâtre sur Nerval intitulée: Je suis l'autre.
- Un poème figure dans l'anthologie Et si le rouge n'existait pas, publiée au Temps des Cerises en janvier 2010.
- Anthologie: "Attention travail" aux éditions l'Harmattan.

### Conférences, colloques, festivals, lectures publiques, ateliers d'écriture
- La poésie engagée, conférence donnée à la Maison de poésie, en janvier 2000.
- André Frénaud, chevalier de l'Être, conférence donnée à la SGDL, dans le cadre du Marché de la poésie 2007.
- Hommage à Jack Kerouac, conférence donnée à Bobigny en juin 2007, dans le cadre du Grand slam de poésie.
- La folie de se croire poète : Gérard de Nerval (un itinéraire. 1808-1855), conférence donnée à la Maison de poésie le 21 mai 2008.
- Colloque Jacques Darras à l'Université de Nice et à Aiglun (décembre 2008).
- Participation au festival Textes et voix 2009, aux côtés de Jacques Darras et Claude Adelen.
- Spectacle "Henri Michaux tout simplement", avec la classe de 4°8 du collège Rameau de Versailles.
- Printemps des poètes 2009 : Le rire dans la poésie contemporaine, conférence donnée à la Maison de poésie.
- Lecture à l'Entrepôt (Paris), dans le cadre de Voix du Monde-Voix de Lumière (30 juin 2009)
- Récital à la Cerise au Bec, à l'occasion de la deuxième édition de ses Raisons de chanter (juin 2009)
- Participation au colloque de Cerisy : La lecture insistante, autour de Jean Bollack (11-18 juillet 2009)
- Participation au troisième Festival international de Poésie de Paris (dimanche 27 septembre 2009)
- Invité du 10e Cabaret Poélitique, à Magny-les Hameaux, dans le cadre de PoésYvelines (mercredi 19 novembre 2009)
- Poète invité dans le cadre de l'Atelier d'écriture du Collège Youri Gagarine de Trappes.
- Conduite d'un atelier d'écriture poétique au collège Rameau de Versailles.
- Participation à la Nuit de la Poésie, à la ferme du Bel Ébat, à Guyancourt (21 novembre 2009)
- Colloque Relation du poème à son temps: interrogations contemporaines, Université de Haïfa, 11 janvier-13 janvier 2010.
- Claude Ber, ou le civisme de l'inquiétude, conférence donnée le 17 février 2010 à la Maison de Poésie de Paris.
- Ossip Mandelstam, aède russe d'une épopée de la Culture, communication lors du Colloque international à la Sorbonne: Poésie et Histoire(s) en Europe aux XXe et XXIe siècles (11-13 mars 2010)
- Soirée Poésie en Liberté à la Sorbonne, avec Matthias Vincenot, Francis Combes, l'altiste Sophie Durteste, Jonathan Dickinson and The Wedding Band, (Printemps des Poètes 2010)
- Le mercredi du poète au François Coppée : mercredi 26 mai 2010.
- Juin 2010: Parution des Actes du Colloque "Jacques Darras" à Nice (éditions le Cri) et du colloque "Littérature engagée" à l'Université de Haïfa (éditions Peter Slang)
- 4 juillet 2010: Réunion de l'école d'Aiglun autour de Jacques Darras.
- Juillet 2010. 3e édition des "Raisons de chanter". Parution de "220 slams sur la voie de gauche" (collection Le Merle moqueur).

- Atelier d'écriture conduit à Zinder, au Niger, du 11 au 22 juillet 2010.

- Participation au Festival de Sète : samedi 24 juillet 2010, dimanche 25 juillet 2010, mercredi 28 juillet 2010. (Présence du "Slam satirique sur la corporation" dans l'anthologie du Festival)
- Lecture poétique à l'Université de Strasbourg : mercredi 8 septembre 2010.
- 2e édition du Marathon des mots à Bruxelles: dimanche 10 octobre 2010.
- Rencontres Euro-méditerranéennes. Haïfa. Décembre 2010.
- Verse Beats, à la Sugar Factory d'Amsterdam. Diseurs, slameurs, free style. Janvier 2011.
- Embarquez Lire. Bruxelles. 31 juillet 2011. Avec Patrick Quillier et Jacques Darras.
- Actes du Colloque de Cerisy consacré à Jean Bollack. Éditions Albin Michel. Septembre 2011.
- Interventions dans le cadre de PoésYvelines. Septembre-Octobre 2011.
- Communication sur James Ellroy. Colloque Cinéma et Littérature. Tours. 2 mars 2012.
- Conduite d'un atelier d'écriture pour la Journée des Femmes. Maison de Poésie de SQY. 8 mars 2012.
- Participation à la Biennale Internationale du Val de Marne.
- Printemps des Poètes à l'Institut du Monde Arabe, 15 mars 2012.
- Achères. Théâtre du Sax. "Qu'est-ce que les poètes nous disent de l'amour", avec Jacques Darras, Yvon le Men, Valérie Rouzeau, Maram al Masri, Ariane Dreyfus.
- 44e rencontres internationales de Bled (Slovénie). Mai 2012.
- Festival de Sète 2012.
- Congrès Mondial du PEN club. Corée du Sud. Septembre 2012.
- Colloque de Cerisy. Jude Stéfan. Septembre 2012.
- Coorganisation de la Journée des écrivains persécutés et emprisonnés. Maison de la Poésie de Saint Quentin en Yvelines.
- Colloque Gabrielle Althen. Université de Nice. Novembre 2012.
- Assemblée générale du PEN club. Rapport du Président: 14 décembre 2012.

### Essais
- Ossip Mandelstam : chanter jusqu'au bout, essai biographique, Aden 2003, 496 p.
- Denis Pouppeville: La Joie des profondeurs, essai psychanalytique, l'herbe qui tremble 2018, 314 p.

### Romans
- Prof is beautiful, roman, Aden, 2005, 362 p.

### Programmes télévisés et radio-diffusés
- Programme court "À parts égales" : L'égalité entre les hommes et les femmes : des adolescents s'expriment, France 2, 2005.
- Poésie sur parole, France Culture, 30 septembre 2007.
- Évocation de la poésie portugaise, sur Aligre fm, dans l'émission Lusitania, le 11 octobre 2008.
- France Inter, journée spéciale enseignement : mercredi 14 mars 2012.

### Revues
- Aujourd'hui Poème no 1 à no 87.
- Autre Sud n°9.
- Commune n°42, 45, 46, 47, 48, 49, 50, 51, 52, 53, 54, 55, n°56 (Manifeste pour une poésie transformelle)
- Europe n°962-963, n°967-968
- Inuits dans la jungle n°2, pour un « Slam satirique sur la corporation »
- Le Coin de table, revue de la Maison de poésie, notamment le n°28, pour le Manifeste pour la beauté.
- Poésie 2005, n°104, mars 2005: La Rue.
- Poésie à haut débit, notes de lecture sur le site Bibliobs.
- Notes de lecture sur le site Poezibao : Sylvia Plath, Gabrielle Althen, Ted Hughes...
- Revue Nu(e) : Bernard Noël, Claude Ber.
- Cahiers du PEN club no 2 sur la Liberté d'expression.